# 14316 Higashichichibu
14316 Higashichichibu è un asteroide della fascia principale. Scoperto nel 1977, presenta un'orbita caratterizzata da un semiasse maggiore pari a 3,2055211 UA e da un'eccentricità di 0,0780216, inclinata di 15,26825° rispetto all'eclittica.